# Amenemhat IV
Amenemhat (IV) ( Hor Kheperkheperu) (... – 1790 a.C.) è stato un faraone appartenente XII dinastia egizia.

## Biografia
Figlio di Amenemhat (III), gli successe dopo, forse un breve periodo di coreggenza. Dovrebbe aver regnato una decina di anni (la data attestata più alta è il 10º anno). Di lui e del suo regno conosciamo ben poco a causa della scarsità di documenti.
Le iscrizioni rinvenute nelle cave dello Uadi Maghara confermano il permanere di una intensa attività di edificazione ed il ritrovamento di oggetti di fabbricazione egizia all'interno di tombe di principi palestinesi e siriaci confermano i buoni rapporti con tali regioni.
A questo sovrano è attribuita una piramide i cui resti si trovano nel sito archeologico di Mazghuna, nei pressi di Dahshur.
Non è ricordata alcuna sposa reale e probabilmente non ebbe figli che gli sopravvissero in quanto, alla sua morte, salì al trono la sorella.

## Liste reali
| N5 | U5 · D36 | P8 | w |

| N5 | U5 · D36 | P8 | w |

| N5 | U5 · D36 | P8 | w |

| N5 | U5 · D36 | P8 | w |

| N5 | U5 · D36 | P8 | w |

| N5 | U5 · D36 | P8 | w |

| N5 | U5 · D36 | P8 | w |

| N5 | U5 · D36 | P8 | w |

| N5 | U5 · D36 | P8 | w |

| N5 | U5 · D36 | P8 | w |

| N5 | U5 · D36 | P8 | w |

| N5 | U5 · D36 | P8 | w |

| N5 | U5 · D36 | P8 | w |

| N5 | U5 · D36 | P8 | w |

| N5 | U5 · D36 | P8 | w |

| N5 | U5 · D36 | P8 | w |

| N5 | U5 · D36 | P8 | V1 | A2 |

| N5 | U5 · D36 | P8 | V1 | A2 |

| N5 | U5 · D36 | P8 | V1 | A2 |

| N5 | U5 · D36 | P8 | V1 | A2 |

| N5 | U5 · D36 | P8 | V1 | A2 |

| N5 | U5 · D36 | P8 | V1 | A2 |

| N5 | U5 · D36 | P8 | V1 | A2 |

| N5 | U5 · D36 | P8 | V1 | A2 |

| N5 | U5 · D36 | P8 | w |

| N5 | U5 · D36 | P8 | w |

| N5 | U5 · D36 | P8 | w |

| N5 | U5 · D36 | P8 | w |

| N5 | U5 · D36 | P8 | w |

| N5 | U5 · D36 | P8 | w |

| N5 | U5 · D36 | P8 | w |

| N5 | U5 · D36 | P8 | w |

## Titolatura
| G5 |

| G5 |

| L1 | L1 | Z3 | w |

| L1 | L1 | Z3 | w |

| L1 | L1 | Z3 | w |

| L1 | L1 | Z3 | w |

| L1 | L1 | Z3 | w |

| L1 | L1 | Z3 | w |

| L1 | L1 | Z3 | w |

| L1 | L1 | Z3 | w |

| G16 |

| G16 |

| V28 | b | W4 | N16 · N16 |

| V28 | b | W4 | N16 · N16 |

| G8 |

| G8 |

| G5 · S12 | S42 | R8A |

| G5 · S12 | S42 | R8A |

| M23 · X1 | L2 · X1 |

| M23 · X1 | L2 · X1 |

| N5 | U5 · D36 | P8 | w |

| N5 | U5 · D36 | P8 | w |

| N5 | U5 · D36 | P8 | w |

| N5 | U5 · D36 | P8 | w |

| N5 | U5 · D36 | P8 | w |

| N5 | U5 · D36 | P8 | w |

| N5 | U5 · D36 | P8 | w |

| N5 | U5 · D36 | P8 | w |

| G39 | N5 |

| G39 | N5 |

| M17 | Y5 · N35 | G17 | F4 · t |

| M17 | Y5 · N35 | G17 | F4 · t |

| M17 | Y5 · N35 | G17 | F4 · t |

| M17 | Y5 · N35 | G17 | F4 · t |

| M17 | Y5 · N35 | G17 | F4 · t |

| M17 | Y5 · N35 | G17 | F4 · t |

| M17 | Y5 · N35 | G17 | F4 · t |

| M17 | Y5 · N35 | G17 | F4 · t |

## Altre datazioni
| Autore        | Anni di regno         |
| ------------- | --------------------- |
| Malek         | 1814 a.C. - 1805 a.C. |
| von Beckerath | 1807 a.C. - 1798 a.C. |